# 週刊EXILE
『週刊EXILE』（しゅうかんエグザイル）は、2010年1月19日から2021年9月28日まで、TBS系列で毎週火曜1:28 - 1:58（月曜深夜、JST）に放送されていた音楽情報番組。EXILEの冠番組。

## 概要
EXILEにとって3つ目の冠番組である。番組はLDH所属アーティストの活動に密着した映像、ライブの舞台裏などの貴重映像、最新情報などで構成されていた。「VOCAL BATTLE AUDITION」などLDHが主催するオーディションにも密着し、その模様を放送していた。
番組開始当初は、MCを務めるEXILEメンバーらがLDH社内の特設スタジオから番組を進行していたが、2014年7月にスタジオからの進行がなくなって以降は、ナレーションによって番組を進行していた。
2020年8月、放送10周年を記念した特別企画として、GENERATIONS、THE RAMPAGE、FANTASTICS、BALLISTIK BOYZが番組ナビゲーターに就任した。
2021年9月28日（27日深夜）放送分で終了。約11年9カ月の歴史に幕を下ろした。

## 出演

### ナビゲーター
- GENERATIONS from EXILE TRIBE（2020年8月 - 2021年9月）
- THE RAMPAGE from EXILE TRIBE（2020年8月 - 2021年9月）
- FANTASTICS from EXILE TRIBE（2020年8月 - 2021年9月）
- BALLISTIK BOYZ from EXILE TRIBE（2020年8月 - 2021年9月）

### 過去のレギュラー
MC
- MATSU（2010年1月 - 2014年7月）
- MAKIDAI（2010年1月 - 2014年7月）
- USA（2010年1月 - 12月）
- YOU（2010年1月 - 2014年7月） - スペシャルサポーター
- KENCHI（2011年1月 - 2014年7月）
- Ami（2012年 - 2014年7月）

リポーター
- ia（2010年）
- 吉田セイラ（2011年）
- KEIJI（2011年）

スタジオレギュラー・スタジオゲスト
- Love（2011年）
- Kana（2011年）
- E-girls（2011年、2013年2月 - 4月、9月）
- 三代目J Soul Brothers（2012年、2013年6月 - 7月）
- 劇団EXILE（2012年）
- BREATHE（2012年、2013年6月）
- GENERATIONS from EXILE TRIBE（2012年、2013年1月、5月 - 7月、10月）
- DANCE EARTH PARTY（2013年1月）
- Dream（2013年5月）
- THE SECOND from EXILE（2013年8月）

## ネット局
| 放送対象地域   | 放送局             | 系列    | 放送日時                     | ネット状況 | 備考      |
| -------------- | ------------------ | ------- | ---------------------------- | ---------- | --------- |
| 関東広域圏     | TBSテレビ（TBS）   | TBS系列 | 火曜 1:28 - 1:58（月曜深夜） | 製作局     | [ 注 4 ]  |
| 岩手県         | IBC岩手放送（IBC） | TBS系列 | 火曜 1:28 - 1:58（月曜深夜） | 同時ネット |           |
| 愛媛県         | あいテレビ（itv）  | TBS系列 | 火曜 1:28 - 1:58（月曜深夜） | 同時ネット | [ 注 5 ]  |
| 北海道         | 北海道放送（HBC）  | TBS系列 | 金曜 1:28 - 1:58（木曜深夜） | 遅れネット | [ 注 6 ]  |
| 中京広域圏     | CBCテレビ（CBC）   | TBS系列 | 土曜 2:21 - 2:51（金曜深夜） | 遅れネット | [ 注 6 ]  |
| 近畿広域圏     | 毎日放送（MBS）    | TBS系列 | 火曜 1:35 - 2:05（月曜深夜） | 遅れネット | [ 注 7 ]  |
| 岡山県・香川県 | RSK山陽放送（RSK） | TBS系列 | 土曜 1:50 - 2:20（金曜深夜） | 遅れネット | [ 注 8 ]  |
| 福岡県         | RKB毎日放送（RKB） | TBS系列 | 火曜 1:58 - 2:28（月曜深夜） | 遅れネット | [ 注 9 ]  |
| 宮崎県         | 宮崎放送（MRT）    | TBS系列 | 水曜 1:00 - 1:30（火曜深夜） | 遅れネット | [ 注 10 ] |
| 沖縄県         | 琉球放送（RBC）    | TBS系列 | 木曜 1:34 - 2:04（水曜深夜） | 遅れネット | [ 注 11 ] |
| 日本全国       | TBSチャンネル1     | CS放送  | 月曜 0:30 - 1:00（日曜深夜） | 遅れネット |           |

### 過去のネット局
| 放送対象地域   | 放送局            | 系列    | 放送日時                     | ネット状況 | 放送終了日    | 備考      |
| -------------- | ----------------- | ------- | ---------------------------- | ---------- | ------------- | --------- |
| 長崎県         | 長崎放送（NBC）   | TBS系列 | 水曜 23:50 - 翌0:20          | 遅れネット | 2011年3月30日 | [ 注 12 ] |
| 広島県         | 中国放送（RCC）   | TBS系列 | 火曜 0:55 - 1:25（月曜深夜） | 同時ネット | 2011年4月5日  |           |
| 山梨県         | テレビ山梨（UTY） | TBS系列 | 水曜 1:20 - 1:50（火曜深夜） | 遅れネット | 2017年9月6日  |           |
| 静岡県         | 静岡放送（SBS）   | TBS系列 | 火曜 1:28 - 1:58（月曜深夜） | 同時ネット | 2018年3月27日 | [ 注 13 ] |
| 鳥取県・島根県 | 山陰放送（BSS）   | TBS系列 | 火曜 1:28 - 1:58（月曜深夜） | 遅れネット | 2018年5月29日 | [ 注 14 ] |

## スタッフ
- ゼネラルプロデューサー：HIRO（EXILE）、山下健二郎（三代目J Soul Brothers、番組企画の一環として2014年1月6日のみ担当）
- ナレーター：多比良健
- 構成：いまぷくけんじ、武田郁之輔（2011年1月18日 - ）
- CG：稲生諭
- 編集：高谷翔太、原一基
- MA：轟速人
- 音効：竹田周二
- SOUND DESIGN：NAKKID
- タイムキーパー：生川友美
- スタイリスト：橋本敦
- ヘアメイク：千絵、水野明美
- 技術・美術協力：TBS ACT（旧TAMCO、TBSテックス、アックス）
- AP：谷岡千江里
- AD：米田みずき、本池美凪、米澤幸裕
- ディレクター（週替わり担当）：玉上義亮、稲葉大基、田又義英、江口亀鼓、八重垣諭、古賀輝彦、橘信吾
- 演出（週替わり担当）：梶浦裕人、中村龍幸、渋谷10P
- プロデューサー：伊東四九(伊藤秀人)
- 制作協力：LDH
- 製作著作：シークマン、TBS